# Гугучія Олександр Іларіонович
Олександр Іларіонович Гугучія (1905, місто Зугдіді, тепер Грузія — січень 1981, місто Сухумі, тепер Абхазія, Грузія) — радянський діяч органів держбезпеки, генерал-майор, народний комісар державної безпеки Дагестанської АРСР. Депутат Верховної ради СРСР 3-го скликання.

## Біографія
Народився в родині селянина. У серпні 1915 — травні 1917 року — учень прикажчика мануфактурної торгівлі в купців братів Мікеладзе в Зугдіді. У травні 1917 — січні 1919 року — сторож ощадно-позичкового товариства в Зугдіді.
З січня 1919 до березня 1921 року навчався в гімназії міста Зугдіді. З березня 1921 до квітня 1924 року — учень школи-восьмирічки в Зугдіді.
У квітні 1924 — серпні 1926 року — реєстратор Зугдідського повітового фінансового відділу. З серпня 1926 до липня 1927 року навчався на вищих фінансових курсах Народного комісаріату фінансів у Ленінграді. У липні 1927 — квітні 1928 року — рахівник Зугдідського повітового фінансового відділу. У квітні 1928 — серпні 1929 року — старший касир відділення Держбанку СРСР у Зугдіді. У серпні 1929 — серпні 1930 року — фінансовий агент Астраханського окружного фінансового відділу.
У серпні 1930 — червні 1933 року — студент Фінансово-економічного інституту в Москві.
У червні 1933 — серпні 1934 року — інспектор-економіст Закавказької контори Промбанку СРСР у Тифлісі. У серпні 1934 — жовтні 1937 року — уповноважений Промбанку СРСР в Абхазькій АРСР.
Член ВКП(б) з лютого 1937 року.
У жовтні 1937 — січні 1938 року — керуючий відділення Промбанку СРСР в Абхазькій АРСР.
У січні — травні 1938 року — голова Державної планової комісії Абхазької АРСР.
У травні 1938 — квітні 1939 року — 2-й секретар Сухумського міського комітету КП(б) Грузії.
З квітня до 5 жовтня 1939 року — начальник відділу кадрів Народного комісаріату внутрішніх справ Грузинської РСР. 5 жовтня 1939 — 3 квітня 1940 року — помічник народного комісара внутрішніх справ Грузинської РСР з кадрів.
3 квітня 1940 — березень 1941 року — заступник народного комісара внутрішніх справ Грузинської РСР з кадрів.У березні — серпні 1941 року — заступник народного комісара державної безпеки Грузинської РСР. У серпні 1941 — травні 1943 року — заступник народного комісара внутрішніх справ Грузинської РСР з кадрів. У травні 1943 — 12 червня 1944 року — заступник народного комісара державної безпеки Грузинської РСР з кадрів.
12 червня 1944 — 14 липня 1945 року — заступник народного комісара державної безпеки Казахської РСР з кадрів.
14 липня 1945 — грудень 1946 року — заступник начальника УНКДБ-УМДБ по Ставропольському краю.
З січня до травня 1947 року — начальник інспекції (головний інспектор) Міністерства державної безпеки Грузинської РСР.
15 травня 1947 — 17 березня 1952 року — народний комісар державної безпеки Дагестанської АРСР.
З березні 1952 року — в розпорядженні Міністерства державної безпеки СРСР, з 3 червня до вересня 1952 — в резерві призначень МДБ СРСР. З вересня 1952 до травня 1953 року навчався у Вищій школі МВС СРСР.
12 липня 1953 року звільнений з органів МВС СРСР. З грудня 1953 до березня 1954 року не працював, проживав у Махачкалі.
У березні 1954 — серпні 1955 року — заступник завідувача фінансового відділу Красноярського крайвиконкому.
У серпні 1955 — червні 1959 року — завідувач районних фінансових відділів у Дранді та Гульріпші Абхазької АРСР. У червні 1959 — травні 1961 року — завідувач Сухумського районного фінансового відділу Абхазької АРСР.
У травні 1961 — травні 1972 року — начальник управління держтрудощадкас та держкредитів Абхазької АРСР. У травні 1972 — липні 1976 року — начальник управління держтрудощадкас Абхазької АРСР.
З липня 1976 року — пенсіонер у місті Сухумі. Помер у січні 1981 року в Сухумі.

## Звання
- капітан державної безпеки (19.07.1939)
- майор державної безпеки (22.10.1940)
- полковник державної безпеки  (14.02.1943)
- комісар державної безпеки (19.08.1944)
- генерал-майор (9.07.1945 — 23.11.1954) — постановою РМ СРСР № 2349-1118сс позбавлений військового звання «як такий, що дискредитував себе за час роботи в органах держбезпеки і негідний у зв'язку з цим високого звання генерала».

## Нагороди
- орден Червоного Прапора (8.03.1944)
- орден Вітчизняної війни І ст. (3.12.1944)
- орден Трудового Червоного Прапора
- орден Червоної Зірки (20.09.1943)
- орден «Знак Пошани» (24.02.1941)
- медаль «За бойові заслуги»
- медаль «За оборону Кавказу»
- медаль «За перемогу над Німеччиною у Великій Вітчизняній війні 1941—1945 рр.» (1945)
- медаль «Ветеран праці»
- медалі